# 弗雷德里克·博斯丁
弗雷德里克·博斯丁（丹麥語：Frederik Børsting，1995年2月13日—）是丹麥的一位足球運動員。他現在效力於丹麥足球超級聯賽球隊阿爾堡。他在2014賽季轉會阿爾堡。他也代表丹麥U21國家隊參賽並參加了2017年歐洲U21足球錦標賽。

## 外部連結
- Soccerway資料庫：弗雷德里克·博斯丁
- Frederik Børsting （页面存档备份，存于） at DBU